# Dave Cliff

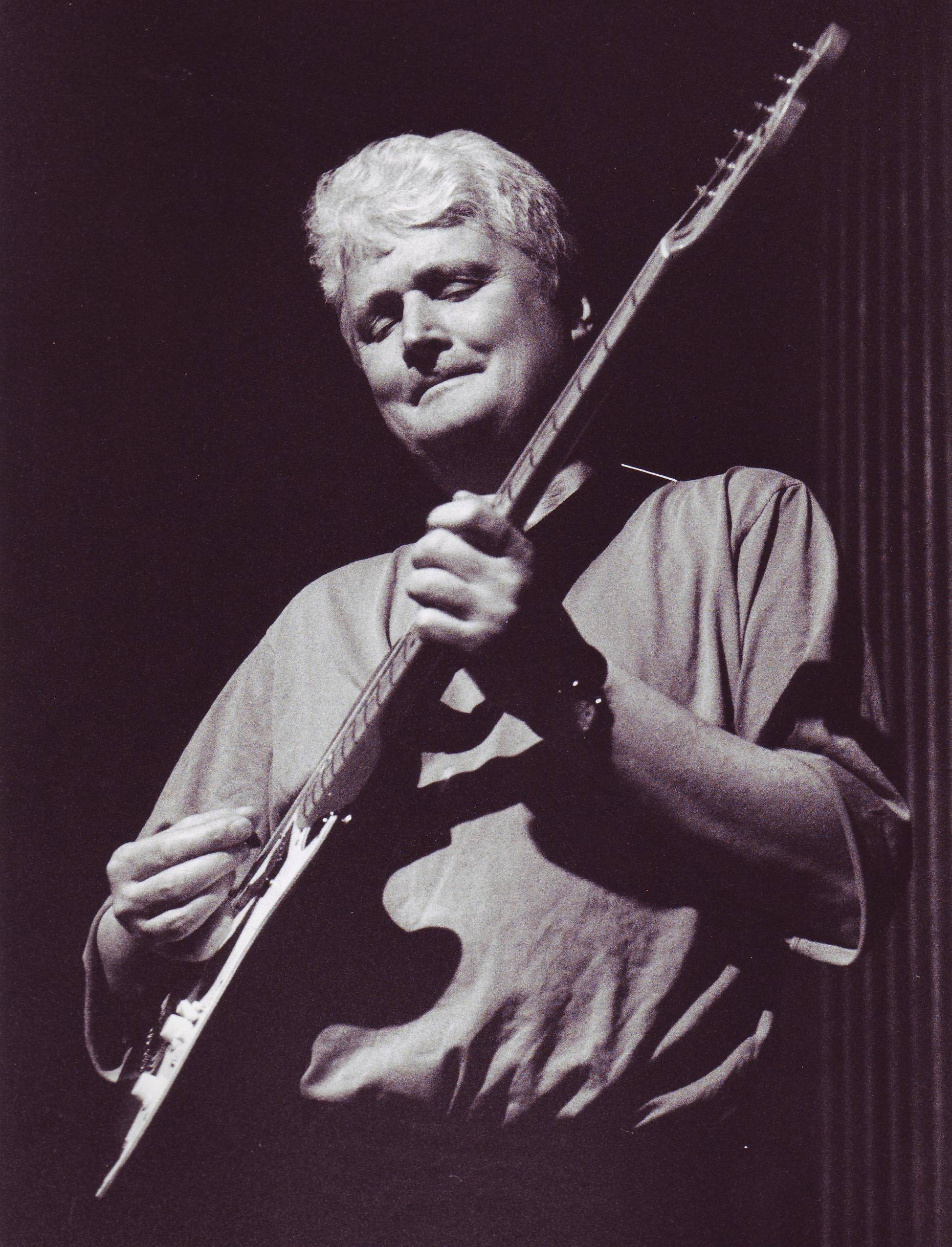
Dave Cliff

David John „Dave“ Cliff (* 25. Juni 1944 in Hexham) ist ein britischer Jazzgitarrist.

## Leben und Wirken
Cliff wuchs in Northumberland auf und begann dort, in lokalen R&B-Bands zu spielen. 1967 zog er nach Leeds, wo er am Leeds College of Music bei Peter Ind und Bernie Cash studierte. Nach Beendigung seines Studiums zog er 1971 nach London, wo er bis 1975 zur Band von Tommy Chase gehörte. Auch leitete er ein Quartett mit Trompeter Ray Manderson. Ab 1976 war er als Teil des Quintetts von Lee Konitz und Warne Marsh auf Europatournee. Im folgenden Jahr tourte er mit Kenny Davern und Bob Wilber auf den britischen Inseln; mit Wilber spielte er auch in den USA. 1979 leitete er eine Band mit John Livesey, um dann bei Alex Welsh, Wilber und Bruce Turner zu wirken. 1987 legte er mit The Right Time das erste Album unter seinem Namen vor, auf dem er mit Geoff Simkins zusammenarbeitete, mit dem er in den nächsten Jahren auch Combos leitete.
Cliff trat wiederholt in Ronnie Scott’s Jazz Club mit den Bands von Georgie Fame, Mike Carr, Irene Reid, Dick Pearce oder Bruce Adams auf. Ab 1993 war er auch mit Humphrey Lyttelton und Acker Bilk auf Tournee. Weiterhin spielte er im Duo mit Phil DeGreg sowie mit Howard Alden und begleitete amerikanische Musiker wie Slide Hampton, Nina Simone, Kenny Davern, George Masso, Spike Robinson, Herb Geller, Lanny Morgan, Harry Allen, Buddy Childers, Lew Tabackin, Mundell Lowe, Bucky Pizzarelli, Jack McDuff, Eddie Lockjaw Davis, Richie Cole oder Ken Peplowski. Er ist auch auf Aufnahmen von Tony Coe & Alan Barnes (Days of Wine and Roses, 1998), Pete Ind, Lee Konitz, Warne Marsh, Jamie Talbot, Tony Coe, der Jazz Renegades, Bruce Adams, Allan Ganley, Allison Neale oder Luke Annesley zu hören.
Cliff lehrte zudem Gitarre am Trinity College of Music, dem Royal Welsh College of Music and Drama und dem Birmingham Conservatoire. 1998 wurde Cliff als „bester Gitarrist“ mit dem BT Jazz Award ausgezeichnet.

## Diskographische Hinweise
- Sipping At Bells (1995)
- Dave Cliff–Geoff Simkins 5 Play the Music of Tadd Dameron (1997)
- Dave Cliff & Phil DeGreg Tranzatlantic Interplay (2004)
- Howard Alden & Dave Cliff: Everything I Love (2005, rec. 1996/7)

## Lexikalischer Eintrag
- John Chilton, Who’s Who of British Jazz, London: Cassell, 1997. ISBN 0-8264-7234-6.